# Picking Up Sounds
Picking Up Sounds – wydany w 1983 r. jedyny singel projektu Man Friday & Jive Junior, który tworzyli: wokalista Martin Chambers, gitarzysta Robert Ahwai, gitarzysta Scott Gorham, basista John Deacon i perkusista Simon Kirke. Utwór ten powstał, gdy koledzy Deacona z zespołu zajmowali się karierami solowymi.